# Baviola luteosignata
Baviola luteosignata là một loài nhện trong họ Salticidae.
Loài này thuộc chi Baviola. Baviola luteosignata được Fred R. Wanless miêu tả năm 1984.